# Clostridium kluyveri
Clostridium kluyveri ist ein anaerobes, grampositives, stäbchenförmiges Bakterium und gehört zur endosporenbildenden Familie der Clostridiaceae. Ein herausstechendes Merkmal ist seine Fähigkeit, Ethanol in Capronsäure umzuwandeln. Es wächst auf Ethanol und Acetat und erzeugt neben Caproaten, Butyrate und Wasserstoff.
Clostridium kluyveri verursacht keine Krankheiten, ist also apathogen.
Es wurde nach dem niederländischen Mikrobiologe und Biochemiker Albert Jan Kluyver benannt.

## Forschungsgeschichte
Erstmals wurde dieses Bakterium 1937 von dem US-amerikanischen Mikrobiologen H. A. Barker aus dem Schlamm eines Kanals im niederländischen Delft isoliert.
An der kalifornischen Berkeley-Universität war dieses Bakterium in den 1950er Jahren dann das Modell für die Untersuchung von Fettsäuresynthese und -abbau, an dem man Erkenntnisse über Stoffwechselprozesse in der Leber gewann.
Ein Forscherteam aus Mikrobiologen der Philipps-Universität Marburg, des Max-Planck-Instituts für terrestrische Mikrobiologie Marburg und der Georg-August-Universität Göttingen entschlüsselten das Genom von Clostridium kluyveri. Durch die Sequenzinformation und flankierende Untersuchungen konnte man den Stoffwechselprozess aufklären, der diesem Bakterium ermöglicht, aus Alkohol Wasserstoff herzustellen, um seinen Energiebedarf zu decken. Die Forschungsresultate wurden am 15. Januar 2008 in der Onlineausgabe der PNAS (Proceedings of the National Academy of Sciences of the United States of America) publiziert.
Weiterer Erforschung harren laut der Marburger Veröffentlichung vier Gengruppen, die für so genannte Polyketide kodieren, die womöglich antibiotische Wirkung haben könnten.
Die Fähigkeit zur Herstellung von organischen Verbindungen wie Capronsäure oder Butyrat können in der Synthesegas-Fermentation genutzt werden, um aus industriellen Abgasströmen (Stahlindustrie oder Kokerei) Wertstoffe zu gewinnen. So wurde zum Beispiel mittels einer Co-Kultur zwischen Clostridium kluyveri und Clostridium ljungdhalii aus einer Synthesegasmischung (CO2, CO, H2) die Alkohole n-Butanol, n-Hexanol oder n-Octanol produziert, welche als Biokraftstoffe oder als Plattformchemikalien genutzt werden können. Der Organismus könnte somit in Zukunft eine größere Rolle im Bereich der Industriellen Biotechnologie und der Kreislaufwirtschaft spielen.

## Belege
1. ↑  H. A. Barker: Clostridium kluyveri. In: Antonie Van Leeuwenhoek. Band 12, Nr. 1–4, Januar 1947, ISSN 0003-6072, S. 167–176, PMID 20255084.
2. 1 2  Seedorf, H. et al. (2008): The genome of Clostridium kluyveri, a strict anaerobe with unique metabolic features. In: Proc Natl Acad Sci USA. 105 (6); 2128–2133; PMID 18218779; PDF (freier Volltextzugriff, engl.).
3. 1 2 3  Bezug der Stoffwechselenergie des Clostridium kluyveri erforscht (Philipps-Universität Marburg, 15. Januar 2008).
4. ↑  Hanno Richter, Bastian Molitor, Martijn Diender, Diana Z. Sousa, Largus T. Angenent: A Narrow pH Range Supports Butanol, Hexanol, and Octanol Production from Syngas in a Continuous Co-culture of Clostridium ljungdahlii and Clostridium kluyveri with In-Line Product Extraction. In: Frontiers in Microbiology. Band 7, 2016, ISSN 1664-302X, S. 1773, doi:10.3389/fmicb.2016.01773, PMID 27877166, PMC 5099930 (freier Volltext).